# Agave potatorum
Agave pomme de terre
Espèce
Classification APG III (2009)
Statut de conservation UICN

 VU  : Vulnérable
Agave potatorum,  ou « Agave pomme de terre » ou « Agave Verschaffeltii », est une espèce de plante à fleurs de la famille des Asparagacées. C'est une plante vivace succulente petite et attrayante, elle est originaire des zones partiellement désertiques du Mexique, de Puebla au sud jusqu'à Oaxaca.
Dans son aire de répartition, il est largement utilisé pour fabriquer du mezcal, et pour cette raison, il est considéré comme une espèce menacée

## Synonymes
L'espèce présente douze synonymes :

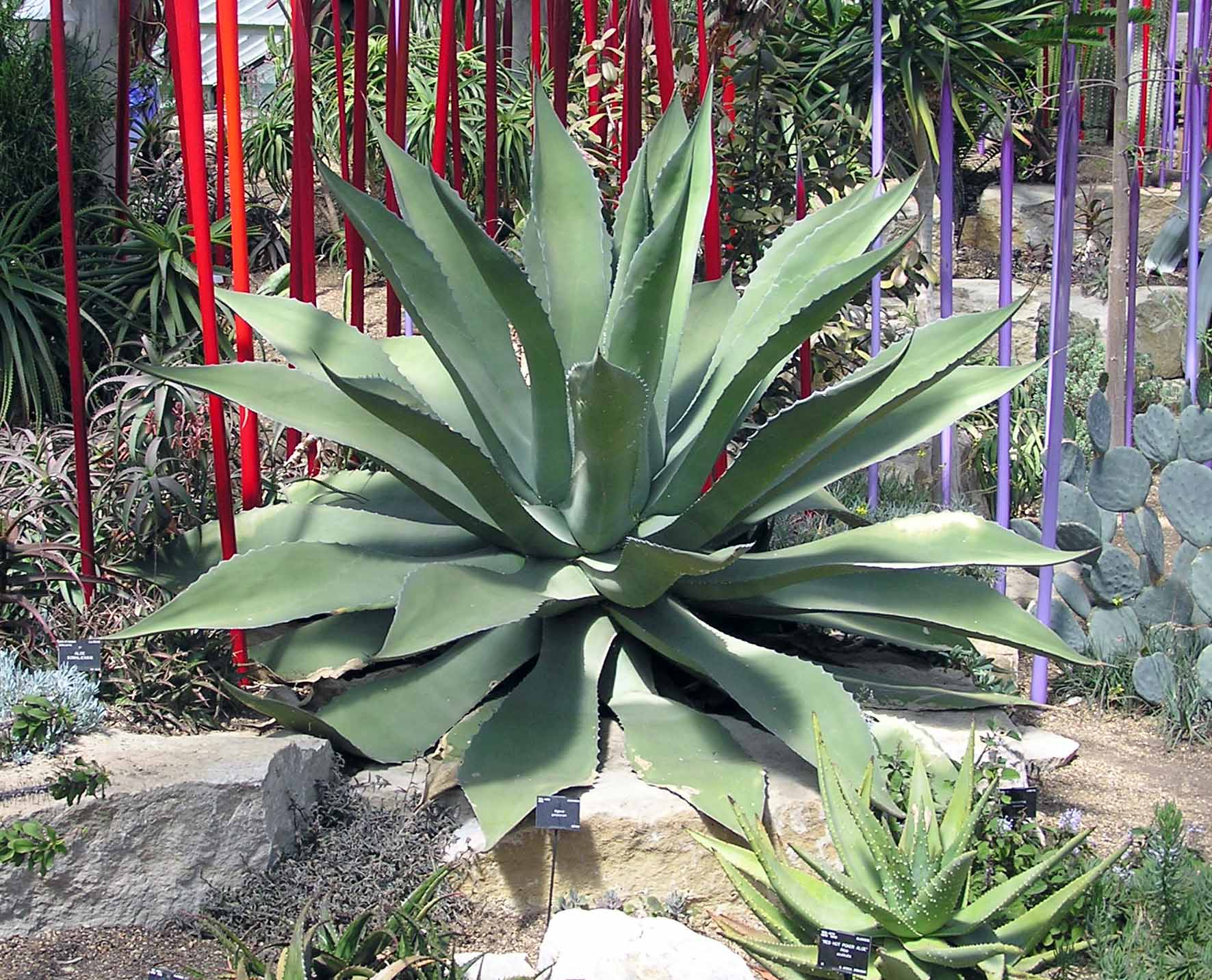
Agave potatorum à Kew garden

- Agave amoena Lem. ex Jacobi in Hamburger Garten - Blumenzeitung 21 : 120 (1865)
- Agave auricantha Baker dans le Gard. Chron., ns, 8 : 40 (1877)
- Agave elegans Salm-Dyck à Bonplandia (Hanovre) 7 : 89 (1859)
- Agave latifolia Karw. ex Salm-Dyck à Bonplandia (Hanovre) 7 : 89 (1859)
- Agave pomme de terre var. verschaffeltii (Lem. ex Jacobi) A.Berger in Agaven: 186 (1915)
- Agave pulchra Salm-Dyck à Bonplandia (Hanovre) 7 : 89 (1859)
- Agave quadrata Lem. dans l'Ill. Hort. 11 (Divers): 65 (1864)
- Agave saundersii Crochet.f. dans Bot. Mag. 91 : t. 5493 (1865)
- Agave schnittspahnii Jacobi in Hamburger Garten- Blumenzeitung 21 : 120 (1865)
- Agave Scolymus Karw. ex Salm-Dyck in Hort. Dyck.: 307 (1834)
- Agave scolymus var. polymorpha A. Terracc. à Prim. Contre. Mongr. Agave : 38 (1885)
- Agave verschaffeltii Lem. ex Jacobi in Hamburger Garten - Blumenzeitung 21 : 122 (1865)

L'épithète spécifique latine potatorum fait référence à boire et à brasser.

## Description
L'agave potatorum se développe sous la forme d'une rosette basale assez compacte de 60 à 90 cm de diamètre comôsée de 30 à 80 feuilles spatulées plates bordées d'épines courtes, pointues et sombres et se terminant par une aiguille. Les feuilles sont pâles, blanches argentées, recouverte d'une pruineleur donnant un aspect bleu métallisé. Leur chair est de couleur verte passant du lilas au rose aux extrémités. L'inflorescence peut mesurer 4,5 m de hautlorsqu'elle est complètement développée et porte des fleurs vert pâle et jaunes.